# Bertrand de Saint-Martin
Bertrand de Saint-Martin (ur. (?), zm. 28 marca 1278) – francuski kardynał.

## Życiorys
W młodości wstąpił do zakonu benedyktynów w klasztorze św. Andrzeja w Awinionie i w 1238 został dziekanem tego kościoła. W 1248 wybrano go na biskupa Fréjus. Przeniesiono go do diecezji awiniońskiej w 1264, a w październiku 1266 promowano na metropolitę archidiecezji Arles. Papież Grzegorz X na konsystorzu celebrowanym 3 czerwca 1273 mianował go kardynałem biskupem Sabiny. Sygnował bulle papieskie wydane między 7 marca 1274 a 5 kwietnia 1275. Uczestniczył w Soborze Lyońskim II oraz w trzech konklawe w 1276, które wybrały papieży Innocentego V, Adriana V i Jana XXI.